# متحف بيكاسو

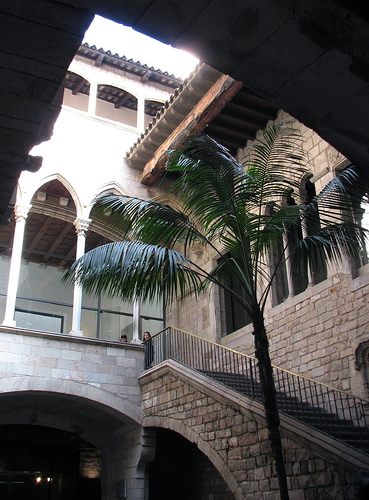
صورة من داخل المتحف

متحف بيكاسو (بالإسبانية: Museu Picasso) هو متحف يقع بمدينة برشلونة في إسبانيا وهو يضم أكبر مجموعة من الأعمال الفنية للفنان الإسباني بابلو بيكاسو. وهو أحد أكثر المتاحف الإسبانية شعبية وأكثرها زيارة.
افتتح المتحف عام 1963 ب574 عملا فنيا أهداها جيمي سيبارتس (بالإسبانية: Jamie Sabartés) صديق بيكاسو وصاحب فكرة متحف لبيكاسو. وقد أهدى بيكاسو نفسه المتحف ما يقارب ألف قطعة فنية ومتعلقات شخصية. وتقدر المجموعة الموجودة بالمتحف حاليا بحوالي 3500 قطعة فنية.

## المعارض
يستضيف المتحف على مدار العام معارض لأعمال بيكاسو ومعارض لفنانين آخرين. كما ينظم من وقت لآخر ندوات ومحاضرات حول بيكاسو وأعماله.

## وصلات خارجية
- الموقع الرسمي للمتحف